# Pilar Martín Nájera
Pilar Martín Nájera (Palencia, 1957) es una jurista española. De 2015 a 2021 fue fiscal de Sala delegada contra la Violencia sobre la Mujer de la Fiscalía General del Estado, labor en la que fue sustituida por Teresa Peramato Martín. Actualmente es la Fiscal de Sala de la Sección Civil de la Fiscalía del Tribunal Supremo. En el 2000, se convirtió en la primera mujer en España en acceder al puesto de fiscal de un Tribunal Superior de Justicia. Desde mayo de 2018, forma parte de la sección de Derecho Penal de la Comisión General de Codificación encargada de revisar la tipificación de los delitos sexuales en el Código Penal. 

## Trayectoria
Licenciada en Derecho por la Universidad de Valladolid. Ingresó en la carrera fiscal en 1982 y su primer destino fue la fiscalía de Santander. Desarrolló gran parte de su carrera profesional en Cantabria salvo un breve periodo en la fiscalía de San Sebastián.  
Como fiscal ha desarrollado casos especialmente complejos como en 1988 el llamado "caso de la mafia policial" o a principios de los años 90 el llamado "Caso Hormaechea", presidente de Cantabria condenado en 1994 por malversación y prevaricación.
En 2000 fue nombrada nombrada Fiscal Superior de Cantabria, siendo la primera mujer en dirigir una Fiscalía Superior.
De 2008 a 2015 estuvo adscrita a la sala de lo penal del Tribunal Supremo.
El 21 de julio de 2015 fue nombrada por el Consejo Fiscal para sustituir a Soledad Cazorla, la primera fiscal de sala delegada contra la violencia de género, que murió en mayo de 2015. Su candidatura obtuvo cinco apoyos, frente a los tres votos logrados por Teresa Peramato Martín y María Ángeles Montes, respectivamente. La Fiscalía General del Estado, en un comunicado destacó la experiencia de Martín en la dirección de una Fiscalía junto con la calidad técnico-jurídica alcanzada durante sus años en el Supremo. Fue nombrada en el Consejo de Ministros del 11 de septiembre de 2015.
Desde mayo de 2018 forma parte de la sección de Derecho Penal de la Comisión General de Codificación encargada de revisar la tipificación de los delitos sexuales en el Código Penal. Martín Nájera se incorporó a la comisión junto a otras 14 juristas tras las protestas porque inicialmente la comisión estaba formada exclusivamente por 20 hombres.

## Condecoraciones
- 2008. Medalla al Mérito de la Seguridad Vial concedida por la Dirección General de Tráfico, por su contribución a la mejora de la seguridad vial en las carreteras de Cantabria.[11]